# The Gate
The Gate (La puerta en España, Túnel al infierno en México) es una película canadiense de terror sobrenatural dirigida por Tibor Takács en 1987. Protagonizada por Christa Denton, Stephen Dorff,  Kelly Rowan, Ingrid Veninger, Jennifer Irwin y Louis Tripp.

## Sinopsis
La puerta por la que el Señor de los Demonios hace su entrada, en su afán de conquistar, resulta ser un agujero en el propio patio de la casa de Glen, situada en las afueras, donde está celebrando una fiesta con sus amigos. Movidos por una fuerza de la que son ignorantes, Terry y Glen abren este pasadizo, y si no quieren que la infernal pesadilla que les acosa se convierta en una realidad eterna, deberán encontrar la manera de volver a cerrar la puerta...

## Reparto
| Actor           | Personaje      |
| --------------- | -------------- |
| Stephen Dorff   | Glen           |
| Christa Denton  | Al             |
| Louis Tripp     | Terry Chandler |
| Kelly Rowan     | Lori Lee       |
| Jennifer Irwin  | Linda Lee      |
| Deborah Grover  | Mamá           |
| Scot Denton     | Papá           |
| Ingrid Veninger | Paula          |
| Sean Fagan      | Eric           |
| Linda Goranson  | Sra. Chandler  |
| Carl Kraines    | El trabajador  |
| Andrew Gunn     | Brad           |

## Premios y nominaciones
| Año  | Premio              | Categoría                    | Nominados                   | Resultado |
| ---- | ------------------- | ---------------------------- | --------------------------- | --------- |
| 1988 | Young Artist Awards | Mejor actriz juvenil         | Christa Denton              | Ganadora  |
| 1988 | Young Artist Awards | Mejor actor juvenil          | Stephen Dorff               | Nominado  |
| 1988 | Saturn Award        | Mejor interpretación juvenil | Stephen Dorff               | Nominado  |
| 1988 | Genie Award         | Mejor producción             | Andras Hamori y John Kemeny | Ganadores |

- Datos: Q2735120